# Khalifa ibn Khayyat
Khalīfa ibn Khayyāṭ (in arabo ﺧﻠﻴﻔـة ﺑﻦ ﺧﻴﺎﻁ‎?; Bassora, 777 – 854) è stato uno storico arabo.
Abū ʿAmr Khalīfa b. Khayyāṭ al-Laythī al-ʿUṣfūrī era di una famiglia originaria di Baṣra, in Iraq. Suo nonno era stato un rinomato tradizionista (muḥaddith) e Khalīfa ne seguì le orme. Tra i suoi discepoli si devono ricordare al-Bukhārī e Aḥmad ibn Ḥanbal.
Studiò con vari maestri, tra i quali si possono ricordare Sufyān b. ʿUyayna, Hishām b. al-Kalbī o Muḥammad al-Madāʾinī.
È noto per aver scritto almeno quattro opere, di cui solo due sono però sopravvissute. Essere erano del genere letterario detto Ṭabaqāt (biografie per classi) e Taʾrīkh (storia). La sua è importante perché è una delle tre opere di storia più antiche, ma il suo testo rimase praticamente sconosciuto finché una copia manoscritta nell'XI secolo fu scoperta a Rabat (Marocco nel 1966 e pubblicata l'anno successivo.